# Casa de Lara
Casa de Lara és un poblat de l'edat del bronze situat al nord de Villena (Alt Vinalopó, País Valencià), a la zona de Casas de Cabanes y Las Fuentes. El jaciment, que té aproximadament un quilòmetre d'extensió, va ser descobert per l'arqueòleg José María Soler García.

## Excavacions i troballes
Durant les excavacions, intenses però superficials, s'han trobat més de 50 000 peces de sílex, en general ben treballades. S'hi han trobat també nuclis de fulles i resquills, grans eines d'ofita, calcària o quarsita, així com micròlits geomètrics i una sèrie de puntes de fletxa bifacials de diverses tipologies. S'hi han recuperat així mateix destrals polides d'ofites verdoses, xicotets exemplars de sil·limanites vinçades, braçalets de calcària o de pectuncle i mol·luscs perforats. Entre aquests últims abunden els exemplars d'escopinyes per adornar ceràmiques, de les quals s'han trobat, igual que en l'Arenal de la Virgen, nombrosos fragments impresos o cardials al costat d'una àmplia gamma de ceràmica decorada: relleus, digitaciones, ungulacions, vores picades, incisions, clotxetes, etc. Les peces de metall són relativament escasses, d'entre les quals cal destacar un punyal de llengüeta realitzat en coure o bronze.

## Organització social
Amb tot, escassegen les fulles dentades i els elements de falç, que solen ser abundants en els jaciments de l'Edat del Bronze, per la qual cosa els habitants van haver de practicar una agricultura cerealista incipient.

## Voltants
En les proximitats del poblat, concretament al proper tossal de la Casa del Molinico, es van destruir alguns enterraments que podrien haver pertangut als habitants de Casa de Lara. Una miqueta més al sud, al Cabezo de Las Cuevas, es van trobar enterraments propis de l'Eneolític llevantí en cova, entre les quals destaquen la Cova de Las Lechuzas i la Cova de Las Delicias, que han proporcionat aixovars funeraris.